# Bugno

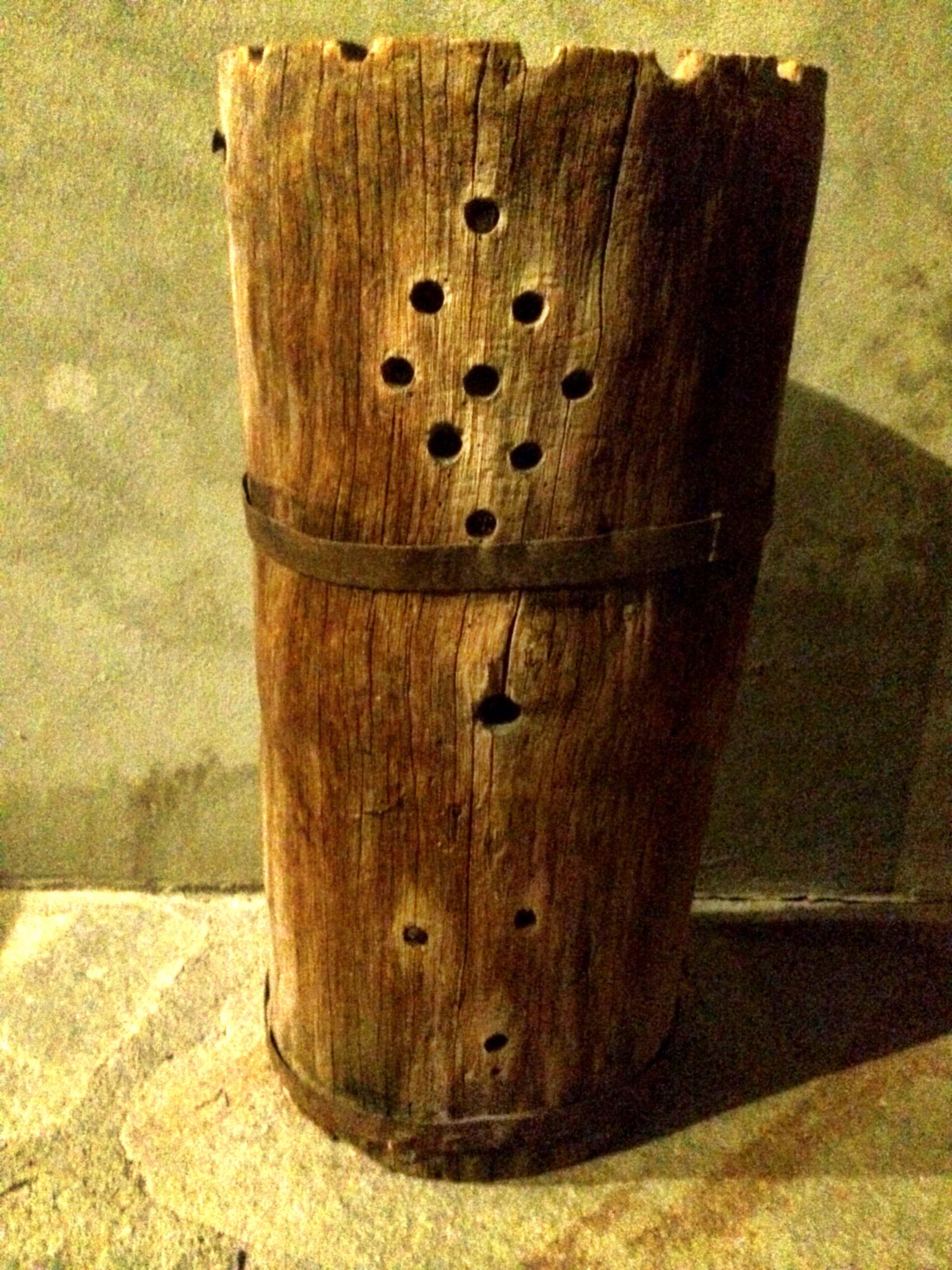
Bugno, tronco cavo, del Piemonte

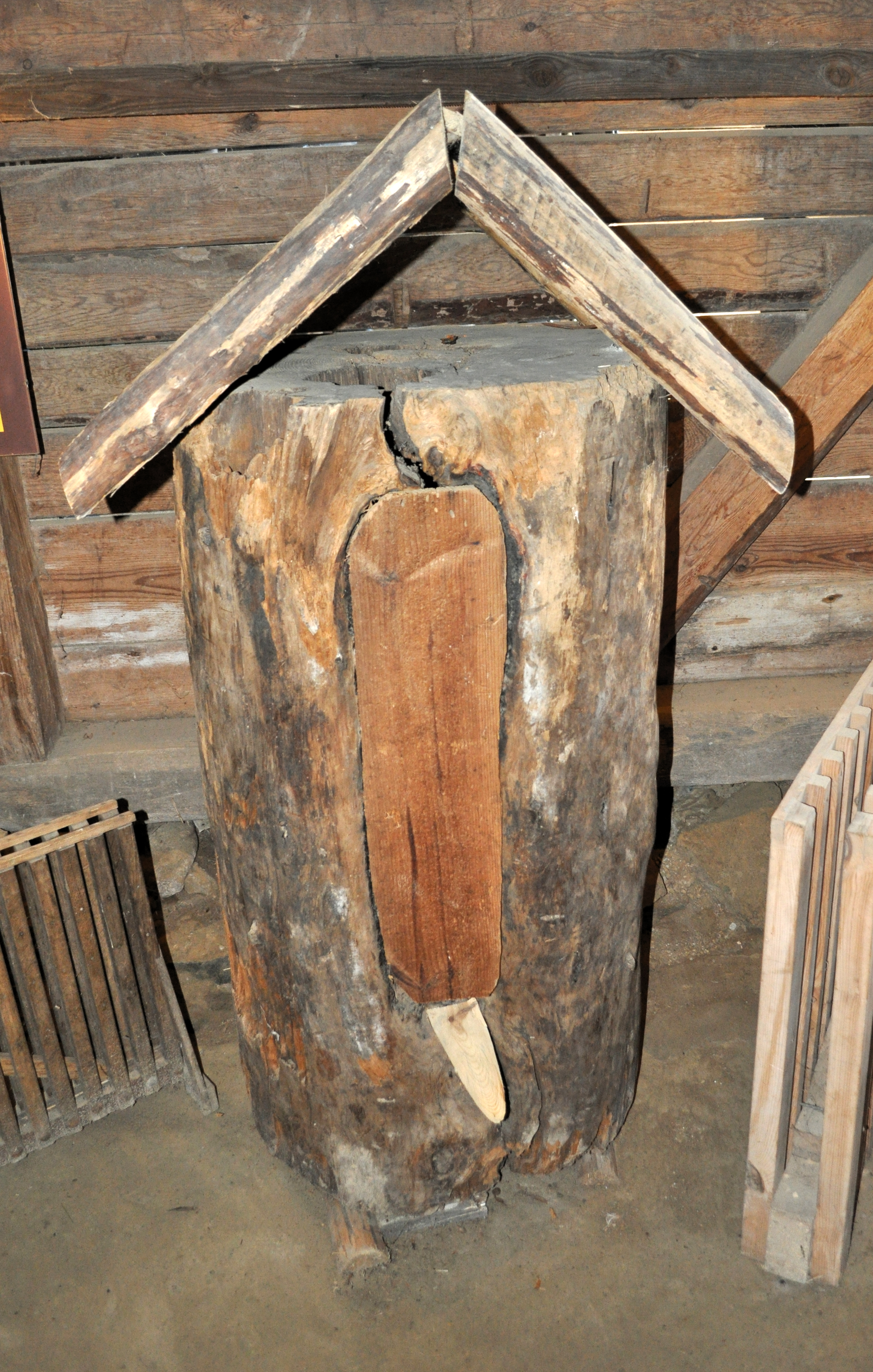
Bugno, della Casciubia

Un bugno è una forma arcaica di alveare: si tratta di un'arnia la cui struttura può essere fabbricata con delle tavole, sughero (corteccia ritagliata a regola d'arte a tempo debito), della paglia, un tronco cavo, un bigoncio o un contenitore di vimini, del tufo e una ferula (sorta di giunco o canna, comune nell'Italia Meridionale, la Sicilia e la Sardegna).
Il termine compare nel XIII secolo.

## Sviluppo

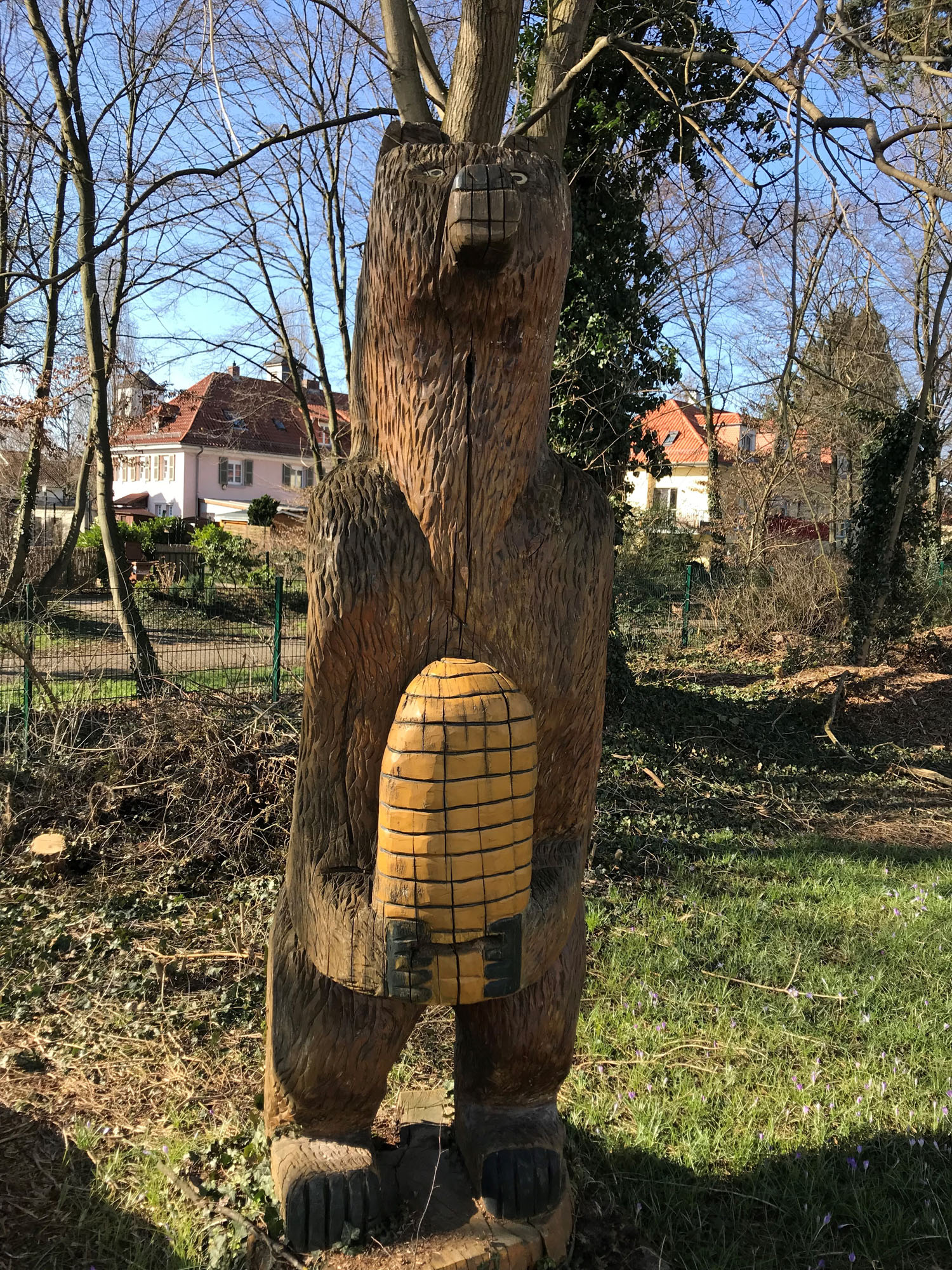
Bugno a forma di orso nel giardino della Scuola bavarese di apicoltura di Heidelberg.

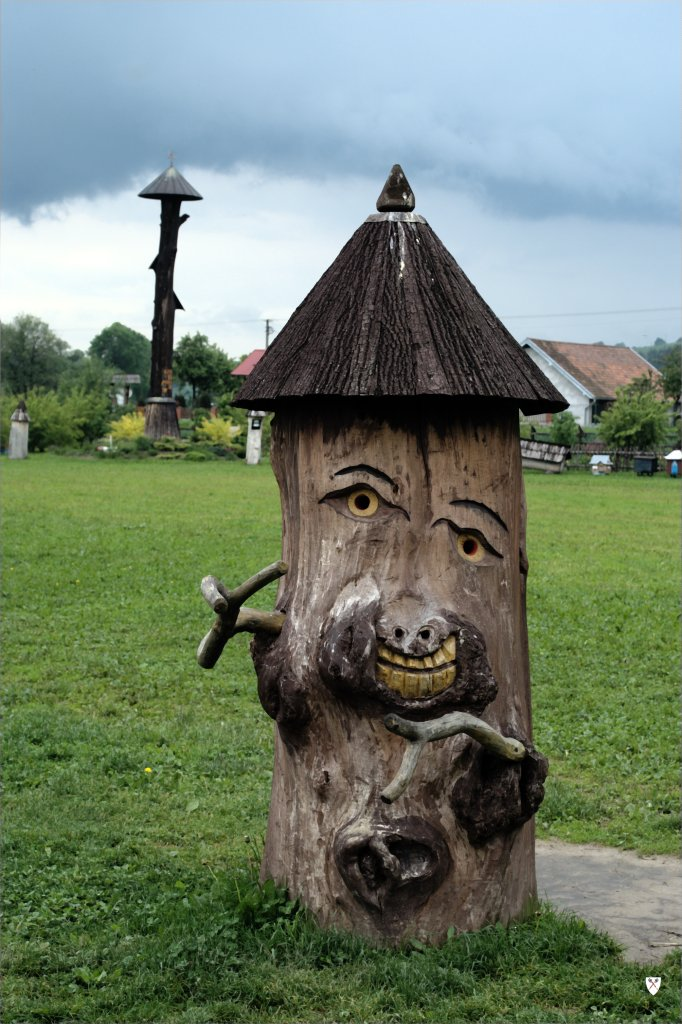
Bugno in Polonia

Le razze di api europee della specie Apis mellifera necessitano per poter sopravvivere in inverno, di una dimora a prova di intemperie. Per questo viene utile una cavità ampia in volume all'incirca 60 litri, che sia asciutta tutto l'anno, e riparata da pioggia, neve e vento. Originariamente le api vivevano in aperture naturali di alberi nei boschi. In primavera iniziava la ricerca del miele tirando fuori dalle corrispondenti cavità degli alberi le api per disporle in luoghi idonei. Con l'inizio del crescente pianificato allevamento delle api furono espressamente predisposti bugni dalle sistemazioni nei tronchi d'albero.
Per questo furono realizzate con attrezzi, sistemazioni di idonea lunghezza, fino a pochi centimetri. Nei corrispondenti fori furono intagliate una o più aperture. All'interno dei fori venivano inserite varie bacchette di legno per traverso per dar luce all'alveare. Questi bugni furono sistemati su un fondo piatto e coperti da un'asse. In alcune regioni dell'Europa i bugni venivano disposti anche orizzontalmente. In queste aperture venivano alloggiati sciami incipienti di api.
Le prime prove archeologiche di bugni risalgono agli insediamenti su palafitte del primo neolitico, verso il 3380 a. C. In un bugno della tarda età del bronzo nel quartiere berlinese di  Lichterfelde verso il 1080 a. C. fu provata la suddivisione in due parti dello spazio disponibile.
In una grata da un lato sulla parte superiore dell'arnia si poteva formare il favo. Ciò consente una chiusura relativamente moderna, con la quale il miele può essere raccolto con un semplice sollevamento del coperchio e il "nido" della formazione dello sciame non doveva essere disturbato.